# Centralizacija
Centralizacija je pojam koji znači vladavinu nekog prostora iz jednoga sjedišta, tj. centra. Predstavlja usredotočenje poslova na nekom središnjem mjestu. Centralizacija označava takvu vrstu organizacije kojom se rukovođenje i upravljanje nekim poslom ili čitavim poduzećem usredotočuje na vrhu hijerarhijski utvrđene organizacijske strukture. Svako mjesto na ljestvici ima točno utvrđene zadatke pa su niža rukovodeća mjesta podređena višim, a viša najvišim. Od njih potiče inicijativa i poticaj za rad, ali oni primaju i punu odgovornost za uspješnost poslovanja. Centralizacija je razina koncentracije odlučivanja u jednoj točki organizacije.
U politici se pod centralizacijom podrazumijeva koncentracija svih ovlasti na jedno mjesto. Centralistički uređena država je ona u kojoj glavni grad ima prevladavajući utjecaj nad svim ostalim gradovima.